# Anizy-le-Grand
Anizy-le-Grand is een gemeente in het Franse departement Aisne (regio Hauts-de-France). De plaats maakt deel uit van het arrondissement Laon. Anizy-le-Grand is op 1 januari 2019 ontstaan door de fusie van de gemeenten Anizy-le-Château, Faucoucourt en Lizy. Anizy-le-Grand telde op 1 januari 2022 2.510 inwoners.

## Geografie
De oppervlakte van Anizy-le-Grand bedroeg op 1 januari 2022 20,57 vierkante kilometer; de bevolkingsdichtheid was toen 122 inwoners per km².
De onderstaande kaart toont de ligging van Anizy-le-Grand met de belangrijkste infrastructuur en aangrenzende gemeenten.

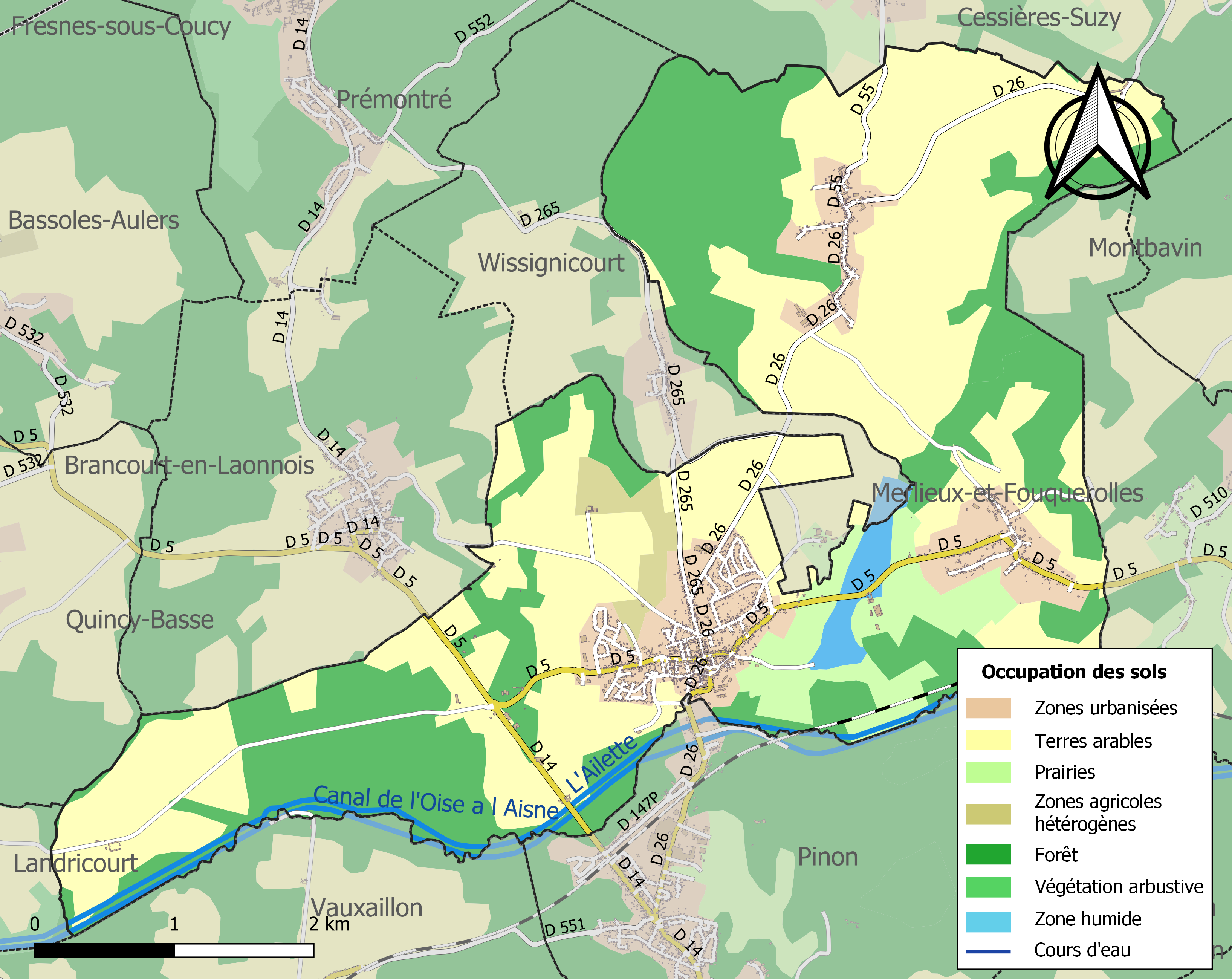